# Fussballclub Aarau 1902 2014-2015
Questa voce raccoglie le informazioni riguardanti il Fussballclub Aarau 1902 nelle competizioni ufficiali della stagione 2014-2015.

## Stagione
Nella stagione 2014-2015 l'Aarau, allenato da Sven Christ e Raimondo Ponte, concluse il campionato di Super League al 10º posto. In Coppa Svizzera l'Aarau fu eliminato ai quarti di finale dal Sion.

## Rosa
| N. |                          | Ruolo | Calciatore      |
| -- | ------------------------ | ----- | --------------- |
| 1  | Svizzera (bandiera)      | P     | Joël Mall       |
| 1  | Svizzera (bandiera)      | P     | Ulisse Pelloni  |
| 2  | Svizzera (bandiera)      | D     | Marco Thaler    |
| 4  | Haiti (bandiera)         | D     | Kim Jaggy       |
| 5  | Italia (bandiera)        | C     | Luca Radice     |
| 6  | Svizzera (bandiera)      | C     | Sandro Burki    |
| 7  | Svizzera (bandiera)      | C     | Stephan Andrist |
| 8  | Liechtenstein (bandiera) | C     | Sandro Wieser   |
| 9  | Svezia (bandiera)        | C     | Dušan Đurić     |
| 10 | Croazia (bandiera)       | A     | Petar Slišković |
| 11 | Svizzera (bandiera)      | C     | Daniel Gygax    |
| 14 | Svizzera (bandiera)      | C     | Sven Lüscher    |

| N. |                           | Ruolo | Calciatore        |
| -- | ------------------------- | ----- | ----------------- |
| 15 | Svezia (bandiera)         | D     | Richárd Magyar    |
| 16 | Svizzera (bandiera)       | D     | Olivier Jäckle    |
| 19 | Argentina (bandiera)      | D     | Juan Pablo Garat  |
| 20 | Germania (bandiera)       | A     | Joy-Slayd Mickels |
| 21 | Croazia (bandiera)        | C     | Frano Mlinar      |
| 22 | Rep. del Congo (bandiera) | D     | Igor N'Ganga      |
| 23 | Lettonia (bandiera)       | A     | Edgars Gauračs    |
| 27 | Argentina (bandiera)      | A     | Dante Senger      |
| 29 | Svizzera (bandiera)       | C     | Moreno Costanzo   |
| 32 | Svizzera (bandiera)       | P     | Olivier Joos      |
| 88 | Venezuela (bandiera)      | C     | Frank Feltscher   |
| 91 | Serbia (bandiera)         | A     | Ognjen Mudrinski  |

## Organigramma societario
Area tecnica
- Allenatore: Raimondo Ponte
- Allenatore in seconda: Thomas Binggeli, Reto Jäggi
- Preparatore dei portieri: Swen König
- Preparatori atletici:

## Calciomercato

### Sessione estiva
| Acquisti | Acquisti          | Acquisti               | Acquisti |
| R.       | Nome              | da                     | Modalità |
| -------- | ----------------- | ---------------------- | -------- |
| A        | Ognjen Mudrinski  | Greuther Fürth         |          |
| C        | Frano Mlinar      | Udinese                |          |
| C        | Dušan Đurić       | Valenciennes           |          |
| A        | Edgars Gauračs    | Spartaks Jūrmala       |          |
| C        | Frank Feltscher   | Grasshoppers           |          |
| A        | Joy-Slayd Mickels | Borussia M'gladbach II |          |
| A        | Jordan Otomo      | Aarau II               |          |
| P        | Ulisse Pelloni    | Locarno                |          |
| C        | Daniele Romano    | Wohlen                 |          |
| D        | Marco Thaler      | Baden                  |          |
| C        | Sandro Wieser     | Ried                   |          |

| Cessioni | Cessioni              | Cessioni           | Cessioni |
| R.       | Nome                  | a                  | Modalità |
| -------- | --------------------- | ------------------ | -------- |
| C        | Sandro Foschini       | Winterthur         |          |
| C        | Daniele Romano        | Losanna            |          |
| C        | Christopher Teichmann | Old Boys Basilea   |          |
| D        | Alexander González    | Thun               |          |
| A        | Linus Hallenius       | Hammarby           |          |
| C        | Artur Ioniță          | Verona             |          |
| P        | Lars Unnerstall       | Fortuna Düsseldorf |          |

### Sessione invernale
| Acquisti | Acquisti        | Acquisti   | Acquisti |
| R.       | Nome            | da         | Modalità |
| -------- | --------------- | ---------- | -------- |
| A        | Petar Slišković | Magonza    |          |
| C        | Moreno Costanzo | Young Boys |          |
| D        | Richárd Magyar  | Halmstad   |          |

| Cessioni | Cessioni         | Cessioni         | Cessioni |
| R.       | Nome             | a                | Modalità |
| -------- | ---------------- | ---------------- | -------- |
| A        | Jordan Otomo     | Le Mont          |          |
| D        | Bruno Martignoni | Servette         |          |
| D        | Nauris Bulvītis  | Spartaks Jūrmala |          |
| C        | Alain Schultz    | Wohlen           |          |

## Risultati

### Super League

#### Prima fase, girone di andata
| Arbitro: | Hänni |

|             |           |                      |
| Schultz 85’ | Marcatori | 15’ Embolo 38’ Aliji |

| Arbitro: | Jaccottet |

|          |           |            |
| Kubo 51’ | Marcatori | 35’ Senger |

| Arbitro: | Jaccottet |

|            |           |             |
| Senger 23’ | Marcatori | 80’ Schürpf |

| Arbitro: | Bieri |

|                           |           |                      |
| Čavušević 72’ Bunjaku 83’ | Marcatori | 26’ Radice 66’ Garat |

| Arbitro: | Studer |

|             |           |  |
| Gauračs 84’ | Marcatori |  |

| Arbitro: | Erlachner |

|           |           |                         |
| Garat 84’ | Marcatori | 6’ Kahraba 80’ Ngamukol |

| Arbitro: | Klossner |

|             |           |           |
| Lezcano 33’ | Marcatori | 65’ Đurić |

| Arbitro: | Erlachner |

|                       |           |           |
| Radice 43’ Wieser 84’ | Marcatori | 55’ Sadik |

| Zurigo 24 settembre 2014, ore 19:45 CEST 9ª giornata | Zurigo | 0 – 0 referto | Aarau | Stadio Letzigrund (7 212 spett.)\| Arbitro: \| Hänni \| |
| Arbitro:                                             | Hänni  |               |       |                                                         |

#### Prima fase, girone di ritorno
| Arbitro: | Pache |

|                       |           |             |
| Ravet 25’ Abrashi 64’ | Marcatori | 74’ N'Ganga |

| Arbitro: | Jaccottet |

|                              |           |                         |
| N'Ganga 28’ Andrist 59’, 84’ | Marcatori | 20’ Bertone 30’ Steffen |

| Arbitro: | Klossner |

|  |           |                                |
|  | Marcatori | 44’ Besle 76’ Tafer 83’ Tréand |

| Thun 25 ottobre 2014, ore 17:45 CEST 13ª giornata | Thun    | 0 – 0 referto | Aarau | Stockhorn Arena (5 421 spett.)\| Arbitro: \| Schärer \| |
| Arbitro:                                          | Schärer |               |       |                                                         |

| Arbitro: | Hänni |

|                     |           |                       |
| Ndoye 29’ Jagne 47’ | Marcatori | 5’ Lüscher 22’ Wieser |

| Arbitro: | Eisner |

|  |           |            |
|  | Marcatori | 14’ Elvedi |

| Arbitro: | Hänni |

|                           |           |  |
| Gashi 17’, 86’ Embolo 90’ | Marcatori |  |

| Arbitro: | Bieri |

|  |           |                                      |
|  | Marcatori | 28’ Schneuwly 67’ Lezcano 87’ Mobulu |

| Arbitro: | Studer |

|             |           |  |
| Neumayr 44’ | Marcatori |  |

#### Seconda fase, girone di andata
| Arbitro: | Hänni |

|           |           |              |
| Rojas 69’ | Marcatori | 76’ Costanzo |

| Arbitro: | Erlachner |

|  |           |             |
|  | Marcatori | 71’ Schürpf |

| Arbitro: | Bieri |

|                                                   |           |  |
| Freuler 38’ (rig.) Lezcano 69’ Schneuwly 72’, 77’ | Marcatori |  |

| Zurigo 28 febbraio 2015, ore 17:45 CET 22ª giornata | Zurigo | 0 – 0 referto | Aarau | Stadio Letzigrund (7 403 spett.)\| Arbitro: \| Hänni \| |
| Arbitro:                                            | Hänni  |               |       |                                                         |

| Arbitro: | Klossner |

|  |           |                           |
|  | Marcatori | 30’ Bunjaku 90’ Rodríguez |

| Arbitro: | Jaccottet |

|              |           |            |
| Slišković 5’ | Marcatori | 87’ Hoarau |

| Arbitro: | Hänni |

|                               |           |               |
| Ravet 22’ Caio 57’ Dabour 73’ | Marcatori | 48’ Slišković |

| Arbitro: | Schärer |

|                                                         |           |  |
| Delgado 6’ (rig.), 36’ Streller 16’, 32’ Gashi 22’, 63’ | Marcatori |  |

| Arbitro: | Pache |

|  |           |               |
|  | Marcatori | 70’ Follonier |

#### Seconda fase, girone di ritorno
| Arbitro: | Klossner |

|  |           |                         |
|  | Marcatori | 32’ Senger 90’ Costanzo |

| Aarau 25 aprile 2015, ore 17:45 CEST 29ª giornata | Aarau | 0 – 0 referto | Zurigo | Stadion Brügglifeld (3 384 spett.)\| Arbitro: \| Hänni \| |
| Arbitro:                                          | Hänni |               |        |                                                           |

| Arbitro: | Jaccottet |

|                       |           |                 |
| Sanogo 49’ Zárate 51’ | Marcatori | 35’, 90’ Radice |

| Arbitro: | Amhof |

|                           |           |                                                                     |
| Andrist 47’ Feltscher 87’ | Marcatori | 24’ Jantscher 39’, 90’ Schneuwly 67’ Winter 77’ Lezcano 78’ Freuler |

| Arbitro: | Studer |

|  |           |           |
|  | Marcatori | 5’ Dabour |

| Arbitro: | Klossner |

|            |           |  |
| Konaté 21’ | Marcatori |  |

| Arbitro: | Schörgenhofer |

|                            |           |            |
| Elneny 5’ (aut.) Đurić 49’ | Marcatori | 62’ Embolo |

| Arbitro: | Klossner |

|                                            |           |               |
| Karanović 16’, 67’, 70’, 74’ Čavušević 90’ | Marcatori | 53’ Slišković |

| Arbitro: | Hänni |

|                            |           |                 |
| Senger 12’, 55’ Radice 74’ | Marcatori | 53’, 87’ Karlen |

### Coppa Svizzera
| 24 agosto 2014, ore 15:30 CEST Primo turno | Taverne | 1 – 7 | Aarau |  |

| 20 settembre 2014, ore 17:30 CEST Secondo turno | Chiasso | 0 – 1 | Aarau |  |

| 29 ottobre 2014, ore 19:30 CET Ottavi di finale | Lucerna | 1 – 2 | Aarau |  |

| Arbitro: | Studer |

|                         |           |            |
| Konaté 3’ Fernandes 27’ | Marcatori | 90’ Senger |

## Statistiche

### Statistiche di squadra
| Competizione   | Punti | In casa | In casa | In casa | In casa | In casa | In casa | In trasferta | In trasferta | In trasferta | In trasferta | In trasferta | In trasferta | Totale | Totale | Totale | Totale | Totale | Totale | DR  |
| Competizione   | Punti | G       | V       | N       | P       | Gf      | Gs      | G            | V            | N            | P            | Gf           | Gs           | G      | V      | N      | P      | Gf     | Gs     | DR  |
| -------------- | ----- | ------- | ------- | ------- | ------- | ------- | ------- | ------------ | ------------ | ------------ | ------------ | ------------ | ------------ | ------ | ------ | ------ | ------ | ------ | ------ | --- |
| Super League   | 30    | 18      | 5       | 3       | 10      | 17      | 30      | 18           | 1            | 9            | 8            | 14           | 34           | 36     | 6      | 12     | 18     | 31     | 64     | -33 |
| Coppa Svizzera | -     | 0       | 0       | 0       | 0       | 0       | 0       | 4            | 3            | 0            | 1            | 11           | 4            | 4      | 3      | 0      | 1      | 11     | 4      | +7  |
| Totale         | 30    | 18      | 5       | 3       | 10      | 17      | 30      | 22           | 4            | 9            | 9            | 25           | 38           | 40     | 9      | 12     | 19     | 42     | 68     | -26 |

### Andamento in campionato
| Giornata  | 1 | 2 | 3 | 4 | 5 | 6 | 7 | 8 | 9 | 10 | 11 | 12 | 13 | 14 | 15 | 16 | 17 | 18 | 19 | 20 | 21 | 22 | 23 | 24 | 25 | 26 | 27 | 28 | 29 | 30 | 31 | 32 | 33 | 34 | 35 | 36 |
| --------- | - | - | - | - | - | - | - | - | - | -- | -- | -- | -- | -- | -- | -- | -- | -- | -- | -- | -- | -- | -- | -- | -- | -- | -- | -- | -- | -- | -- | -- | -- | -- | -- | -- |
| Luogo     | C | T | C | T | C | C | T | C | T | T  | C  | C  | T  | T  | C  | T  | C  | T  | T  | C  | T  | T  | C  | C  | T  | T  | C  | T  | C  | T  | C  | C  | T  | C  | T  | C  |
| Risultato | P | N | N | N | V | P | N | V | N | P  | V  | P  | N  | N  | P  | P  | P  | P  | N  | P  | P  | N  | P  | N  | P  | P  | P  | V  | N  | N  | P  | P  | P  | V  | P  | V  |
| Posizione | 8 | 6 | 7 | 6 | 7 | 7 | 7 | 5 | 6 | 6  | 6  | 6  | 6  | 6  | 6  | 7  | 7  | 8  | 9  | 9  | 10 | 10 | 10 | 10 | 10 | 10 | 10 | 10 | 10 | 10 | 10 | 10 | 10 | 10 | 10 | 10 |

Legenda:

Luogo: C = Casa; T = Trasferta. Risultato: V = Vittoria; N = Pareggio; P = Sconfitta.

### Statistiche dei giocatori
| Giocatore     | Super League | Super League | Super League | Super League | Coppa Svizzera | Coppa Svizzera | Coppa Svizzera | Coppa Svizzera | Totale   | Totale | Totale      | Totale     |
| Giocatore     | Presenze     | Reti         | Ammonizioni  | Espulsioni   | Presenze       | Reti           | Ammonizioni    | Espulsioni     | Presenze | Reti   | Ammonizioni | Espulsioni |
| ------------- | ------------ | ------------ | ------------ | ------------ | -------------- | -------------- | -------------- | -------------- | -------- | ------ | ----------- | ---------- |
| S. Andrist    | 33           | 3            | 11           | 0            | 1              | 0              | 0              | 0              | 34       | 3      | 11          | 0          |
| N. Bulvītis   | 4            | 0            | 0            | 0            | 0              | 0              | 0              | 0              | 4        | 0      | 0           | 0          |
| S. Burki      | 34           | 0            | 6            | 1            | 1              | 0              | 0              | 0              | 35       | 0      | 6           | 1          |
| M. Costanzo   | 14           | 2            | 2            | 0            | 1              | 0              | 0              | 0              | 15       | 2      | 2           | 0          |
| F. Feltscher  | 21           | 1            | 2            | 0            | 0              | 0              | 0              | 0              | 21       | 1      | 2           | 0          |
| S. Foschini   | 1            | 0            | 0            | 0            | 0              | 0              | 0              | 0              | 1        | 0      | 0           | 0          |
| J. Garat      | 26           | 2            | 8            | 0            | 1              | 0              | 1              | 0              | 27       | 2      | 9           | 0          |
| E. Gauračs    | 2            | 1            | 0            | 0            | 0              | 0              | 0              | 0              | 2        | 1      | 0           | 0          |
| D. Gygax      | 22           | 0            | 0            | 0            | 1              | 0              | 0              | 0              | 23       | 0      | 0           | 0          |
| K. Jaggy      | 35           | 0            | 4            | 0            | 1              | 0              | 0              | 0              | 36       | 0      | 4           | 0          |
| O. Joos       | 0            | 0            | 0            | 0            | 0              | 0              | 0              | 0              | 0        | 0      | 0           | 0          |
| O. Jäckle     | 28           | 0            | 2            | 1            | 1              | 0              | 0              | 0              | 29       | 0      | 2           | 1          |
| S. Lüscher    | 34           | 1            | 4            | 0            | 1              | 0              | 1              | 0              | 35       | 1      | 5           | 0          |
| R. Magyar     | 7            | 0            | 0            | 0            | 0              | 0              | 0              | 0              | 7        | 0      | 0           | 0          |
| J. Mall       | 34           | 0            | 2            | 0            | 0              | 0              | 0              | 0              | 34       | 0      | 2           | 0          |
| B. Martignoni | 5            | 0            | 1            | 0            | 0              | 0              | 0              | 0              | 5        | 0      | 1           | 0          |
| J. Mickels    | 2            | 0            | 0            | 0            | 0              | 0              | 0              | 0              | 2        | 0      | 0           | 0          |
| F. Mlinar     | 14           | 0            | 3            | 0            | 0              | 0              | 0              | 0              | 14       | 0      | 3           | 0          |
| O. Mudrinski  | 12           | 0            | 0            | 0            | 1              | 0              | 1              | 0              | 13       | 0      | 1           | 0          |
| I. N'Ganga    | 32           | 2            | 3            | 0            | 1              | 0              | 0              | 0              | 33       | 2      | 3           | 0          |
| J. Otomo      | 0            | 0            | 0            | 0            | 0              | 0              | 0              | 0              | 0        | 0      | 0           | 0          |
| U. Pelloni    | 2            | 0            | 0            | 0            | 1              | 0              | 0              | 0              | 3        | 0      | 0           | 0          |
| L. Radice     | 34           | 5            | 2            | 0            | 1              | 0              | 1              | 0              | 35       | 5      | 3           | 0          |
| A. Schultz    | 6            | 1            | 0            | 0            | 0              | 0              | 0              | 0              | 6        | 1      | 0           | 0          |
| D. Senger     | 24           | 5            | 0            | 0            | 1              | 1              | 0              | 0              | 25       | 6      | 0           | 0          |
| P. Slišković  | 15           | 3            | 3            | 0            | 1              | 0              | 0              | 0              | 16       | 3      | 3           | 0          |
| C. Teichmann  | 0            | 0            | 0            | 0            | 0              | 0              | 0              | 0              | 0        | 0      | 0           | 0          |
| M. Thaler     | 25           | 0            | 6            | 0            | 0              | 0              | 0              | 0              | 25       | 0      | 6           | 0          |
| S. Wieser     | 14           | 2            | 2            | 1            | 0              | 0              | 0              | 0              | 14       | 2      | 2           | 1          |
| D. Đurić      | 21           | 2            | 3            | 1            | 0              | 0              | 0              | 0              | 21       | 2      | 3           | 1          |